# 赛扬M
Celeron M，属于赛扬处理器家族的移动处理器系列。

## 诞生
正如赛扬处理器的存在一般，最早的Celeron M处理器基于当时的Pentium M经过一些“精简”而来。
常见的手段包括但不限于：缩减二级缓存，取消节电技术等。

## 历代核心

### Banias
由同期的Banias Pentium M改造而来。
- L1缓存：32 + 32 KB（数据＋指令）
- L2缓存：512KB
- 插座：Socket 479
- 发布日期：2004年，1月
- 制程：130 nm
- 最大消耗功率：5～21W
- 型号：
  - 310：
  - 320：
  - 330：
  - 340：

### Dothan
由同期的Dothan Pentium M改造而来。
- L1缓存：32 + 32 KB（数据＋指令）
- L2缓存：512KB ~ 1024KB
- 插座：Socket 479
- 发布日期：2004年，6月
- 制程：90 nm
- 最大消耗功率：5.5～27W
- 型号：

390 ，380 ，370 ， 360J°，360 ，350J°，350, 
353

### Yonah
由同期的Yonah Intel Core改造而来。
- L1缓存：32 + 32 KB（数据＋指令）
- L2缓存：1024KB
- 插座：Socket 479
- 发布日期：2006年，4月
- 制程：65 nm
- 最大消耗功率：5.5～27W
- 型号：
  - 410：
  - 420：
  - 430：
  - 440：
  - 450：

### Merom
由同期的Merom Intel Core 2改造而来。Merom Core 2本身支持EM64T，Intel保持这一特性，使得这核心的Celeron M成为第一款支持64位技术的移动赛扬处理器。
- L1缓存：32 + 32 KB（数据＋指令）
- L2缓存：1024KB
- 插座：Socket 479
- 发布日期：2007年，1月
- 制程：65 nm
- 最大消耗功率：30W
- 型号：
  - 520：
  - 530：
  - 540：
  - 550：

## 命名
同一时期，桌面版本的赛扬处理器推出新系列Celeron D。揣测Intel的意图，Celeron应当区分桌面产品和移动产品，即分别对应的Celeron D与Celeron M